# Lionsgate Television
Lionsgate Television es la división de televisión de Lions Gate Entertainment, una compañía de entretenimiento estadounidense.

## Historia
La compañía fue fundada en 1997 como Lions Gate Television, Inc. con el establecimiento de Lions Gate Films. En 1998, adquirieron la productora de documentales / realidad Termite Art Productions, y fue readquirida por Erik Nelson en 2004 y renombró Termite Art como Creative Differences. El 12 de marzo de 1999, Lions Gate Television, Inc. se convirtió en una entidad incorporada.
El 12 de julio de 2006, Lions Gate Entertainment Corp. se expandió a la sindicación televisiva cuando la compañía adquirió la compañía de distribución de televisión Debmar-Mercury. Antes de la adquisición, Debmar-Mercury distribuyó la biblioteca de películas de Lionsgate. 20th Television se ocupa de las ventas publicitarias de la serie distribuida por Debmar-Mercury con la excepción de Meet the Browns, ya que las ventas publicitarias son manejadas por Disney-ABC Domestic Television y Turner Television como co-distribuidoras de la serie.
El 13 de marzo de 2012, Lionsgate Television formó una nueva empresa conjunta 50/50 con Thunderbird Films, una compañía fundada por Frank Giustra, fundador y presidente de Lionsgate. La nueva empresa se llama Sea to Sky Entertainment.

## Lionsgate Television
| Título                                | Años                | Red                  | Notas |
| ------------------------------------- | ------------------- | -------------------- | --- |
| Buffalo Bill                          | 1983-1984           | NBC                  | distribución solamente; producido por Stampede Productions |
| La familia Care Bears                 | 1986-1988           | ABC                  | distribución solamente; producido por Nelvana |
| ALF                                   | 1986-1990           | NBC                  | distribución solamente; producido por Alien Productions |
| ALF: La serie animada                 | 1987-1989           | NBC                  | distribución solamente; producido por Alien Productions, DIC Entertainment y Saban Productions |
| ALF Tales                             | 1988-1989           | NBC                  | distribución solamente; producido por Alien Productions, DIC Entertainment y Saban Productions |
| Hope Island                           | 1999-2000           | PAX TV               | coproducción con Paramount Television y Paxson Entertainment |
| Tierra más alta                       | 2000                | Freeform             | coproducción con Paramount Television, Crescent Entertainment, y WIC Entertainment Distribuido fuera de los Estados Unidos por CBS Studios International                                                                             |
| Formas Misteriosas                    | 2000-2002           | PAX TV               | coproducción con Paxson Entertainment |
| Rastreador                            | 2001-2002           | Syfy                 | |
| The Ripping Friends                   | 2001-2002           | Fox Kids             | distribución solamente; producido por Spümcø, Cambium, y CinéGroupe |
| Jeremiah                              | 2002-2004           | Showtime             | coproducción con MGM Television |
| The Dead Zone                         | 2002-2007           | USA Network          | coproducción con Paramount Television. Distribuida fuera de los EE. UU. por CBS Studios International |
| Desaparecido                          | 2003-2006           | Lifetime             | |
| 5ive días a la medianoche             | 2004                | Syfy                 | |
| Wildfire                              | 2005-2008           | ABC Family           | |
| Weeds                                 | 2005-2012           | Showtime             | coproducción con Showtime Networks |
| Bratz                                 | 2005 2006 2008      | Cartoon Network      | distribución solamente; producido por Mike Young Productions y MGA Entertainment |
| I Pity the Fool                       | 2006                | TV Land              | coproducción con Left / Right Productions |
| The Lost Room                         | 2006                | Syfy                 | |
| Lovespring International              | 2006                | Lifetime             | |
| The Dresden Files                     | 2007                | Syfy                 | |
| Hidden Palms                          | 2007                | The CW               | coproducción con Outerbanks Entertainment |
| The Kill Point                        | 2007                | Spike                | coproducción con Mandeville Films |
| Mad Men                               | 2007-2015           | AMC                  | coproducción con Weiner Bros. y Silvercup Studios |
| Speed Racer: la próxima generación    | 2008-2009 2011-2013 | Nicktoons            | coproducida por Animation Collective |
| Fear Itself                           | 2008                | NBC                  | |
| Crash                                 | 2008-2010           | Starz                | |
| Nurse Jackie                          | 2009-2015           | Showtime             | coproducción con Showtime Networks Distribuida fuera de los EE. UU. por CBS Studios International |
| Big Lake                              | 2010                | Comedy Central       | coproducción con Gary Productions |
| Blue Mountain State                   | 2010-2011           | Spike                | coproducción con Varsity Pictures |
| Detroit 1-8-7                         | 2010-2011           | ABC                  | coproducción con ABC Studios y Mandeville Television |
| Ejecutando Wilde                      | 2010-2011           | FOX                  | coproducción con Tantamount Studios, Principato-Young Productions y 5 Hole Pictures |
| Jefe                                  | 2011-2012           | Starz                | coproducción con Grammnet Productions |
| Power Rangers Samurai                 | 2011-2012           | Nickelodeon          | distribución solamente; producido por Saban Brands |
| Care Bears: Bienvenido a Care-a-Lot   | 2012                | The Hub              | distribución solamente; producido por American Greetings y MoonScoop Group |
| Gestión de la ira                     | 2012-2014           | FX                   | coproducción con Revolution Studios, Mohawk Productions y Twisted Television |
| Nashville                             | 2012-presente       | ABC/CMT              | co-production with ABC Studios |
| Lalaloopsy                            | 2013-2015           | Nickelodeon/Nick Jr. | distribution only; produced by Splash Entertainment and MGA Entertainment |
| Orange Is the New Black               | 2013–presente       | Netflix              | co-production with Tilted Productions |
| Deal with It                          | 2013–2014           | TBS                  | co-production with Alevy Productions, Banca Studio and Keshet Broadcasting |
| Power Rangers Megaforce               | 2013-2014           | Nickelodeon          | distribution only; produced by Saban Brands |
| Saint George                          | 2014                | FX                   | co-production with Wind Dancer Films, Travieso Productions and 3 Arts Entertainment |
| Deion's Family Playbook               | 2014–presente       | OWN                  | |
| Chasing Life                          | 2014–2015           | ABC Family           | co-production with ABC Family Original Productions, Televisa International and Kapital Entertainment |
| Manhattan                             | 2014–2015           | WGN America          | co-production with Skydance Television and Tribune Studios |
| Partners                              | 2014                | FX                   | co-production with Robert L. Boyett Productions, Runteldat Productions and Grammnet Productions |
| Ascension                             | 2014                | Syfy                 | co-production with Universal Cable Productions and Blumhouse Television |
| Power Rangers Dino Charge             | 2015-2016           | Nickelodeon          | distribution only; produced by Saban Brands |
| The Royals                            | 2015–2018           | E!                   | co-production with Universal Cable Productions and Varsity Pictures |
| RocketJump The Show                   | 2015–presente       | Hulu                 | |
| Casual                                | 2015-presente       | Hulu                 | |
| Feed the Beast                        | 2016                | AMC                  | co-producción con AMC Studios |
| Greenleaf                             | 2016–presente       | OWN                  | |
| MacGyver                              | 2016–presente       | CBS                  | co-production with Atomic Monster and CBS Television Studios |
| Graves                                | 2016-2017           | Epix                 | |
| Power Rangers Ninja Steel             | 2017-2018           | Nickelodeon          | distribution only; produced by Saban Brands |
| Kicking & Screaming                   | 2017                | FOX                  | co-production with Pulse Creative |
| Dimension 404                         | 2017                | Hulu                 | |
| Dear White People                     | 2017–presente       | Netflix              | |
| Candy Crush                           | 2017                | CBS                  | |
| White Famous                          | 2017                | Showtime             | |
| Egyxos                                | 2018                | Super!               | (con Warner Bros. Television Distribution (distribución en Estados Unidos), DHX Media (distribución en Canada), BBC Worldwide (distribución en Reino Unido) y De Agostini (distribución En Italia) (solo distribución internacional) |
| Step Up: High Water                   | 31 de enero de 2018 | YouTube              | |
| The Joel McHale Show with Joel McHale | 2018                | Netflix              | co-production with Pygmy Wolf Productions, Free Period Productions, and Feigco Entertainment |
| The Suck                              | coming 2018         | Discovery Channel    | |
| Mars One reality TV show              | coming TBA          |                      | |
| New People                            | coming TBA          | Freeform             | |
| Teresa                                | coming TBA          | Starz                | |